# Sulenopsis chrysovittata
Sulenopsis chrysovittata là một loài bọ cánh cứng trong họ Cerambycidae.